# Marussia B2
Marussia B2 - широко розрекламований в Росії прототип спортивного автомобіля компанії Marussia Motors. Ідея і проєкт моделі та компанія в цілому належала російському шоуменові Миколі Фоменко.
У квітні 2014 було оголошено, що компанія Marussia Motors внаслідок банкрутства припинила свою діяльність.. За час діяльності було продано 4 авто в Росії і достовірно невідомо скільки їх було взагалі збудовано і скільки з них становила модель Marussia B2.